# Todd Bell
Todd Anthony Bell (* 28. November 1958 in Middletown, Ohio; † 16. März 2005 in Reynoldsburg, Ohio) war ein US-amerikanischer American-Football-Spieler auf der Position des Safeties und Linebackers. Er spielte für die Chicago Bears und die Philadelphia Eagles in der National Football League (NFL).

## Schulzeit und College
Todd Bell spielte zunächst in seiner Heimatstadt in der Middletown High School Football, bevor er an die Ohio State University wechselte und im dortigen College-Football-Team, den Buckeyes als Defensive Back spielte. Eine seiner größten Leistungen war ein gewinnbringender Touchdown gegen die Erzrivalen der University of Michigan.

## NFL
1981 wurde Bell von den Chicago Bears in der vierten Runde des NFL Drafts ausgewählt. Von 1981 bis 1984 sowie 1986 und 1987 spielte er für die Bears in der National Football League (NFL). 1988 und 1989 war er dort für die Philadelphia Eagles im Einsatz.
Insgesamt kam Todd Bell zu 103 Einsätzen in der Regular Season, 62 Mal davon war er Starter. Im Alter von 47 Jahren verstarb er nach einem Herzinfarkt.